# Nziéssiéssou
Nziéssiéssou est une localité de la région du N'zi au centre de la Côte d'Ivoire. Ce village est situé dans le département de Dimbokro et rattaché administrativement à la sous-préfecture de Nofou.